# 社會神學
社會神學（Social Theology）是社會學獲得獨立學科地位的十九世紀以後，與社會學中社會建構主義、社會有機體論及社會分工論同步發展起來的一種神學視野，其特點便是名稱中〝Social〞（社會性）一字乃是社會學的一個重要研究主題。社會神學因其與社會學的淵源性也可以被視為是二十世紀社會學快速發展下的時代產物。

## 社會神學的內容

### 全部都是基督的肢體
- 普世之中信仰基督教之人乃是一個不可分的整體。在《聖經》中，這群人被稱為「教會」、「選民」、「基督的新娘」和「基督的肢體」──社會神學便是建立在這個基督肢體說之上的特殊神學視野。
- 引援《聖經》當中耶穌對於團契跟禱告的教導，據以主張：基督徒是要成為一個團體來與上帝交往的，並且唯有在團體之中，每一個人所得到的宗教體驗將是單獨與上帝交往時得不到的。

### 但是各肢體的作用不同
- 引援保羅書信中尤其是《以弗所書》裡對於信徒就是基督的肢體的說法，據以主張：每個基督徒的才幹會有先天的不同，這乃是出於上帝的隨己意分派的結果，擁有不同才幹之人需要在教會之中分工合作來完成上帝的旨意。
- 接受社會學的論點並用宗教的用語來陳述「社會性」現象的產生乃是必然的，接著而來的「分工現象」也是必然的，並且將這個現象追溯到形而上學的源頭──即是出於上帝的設計。

## 參閱《聖經》內容
- 耶穌說：「若是你們當中有兩個人在地上同心合意的求什麼事，我在天上的父必為他們成全。因為無論在那裡，有兩三個人奉我的名聚會，那裡就有我在他們中間」（《馬太福音》18章19-20節）

- 保羅說：「祂所賜的有使徒、有先知、有傳福音的、有牧師、有教師──為要成全聖徒，建立基督的身體，直到我們在真道上同歸於一」（《以弗所書4章11-13節》）；「用愛心說誠實話，凡事長進，連於元首基督，全身都靠他連絡得合式，百結各按各職，照著各體的功用，彼此相助，便叫身體漸漸增長，在愛中建立自己。」（以弗所書4章15-16節）

- 《希伯來書》（作者仍未定論）：「....又要彼此相顧、激發愛心、勉勵行善。你們不可停止聚會，好像那些停止慣了的人，倒要彼此勸勉....。」（希伯來書10章24-25節）

## 補充
- 只有在上述的一些面向中，社會神學和社會科學有明顯的關聯，但其本質仍是信仰主張而不是社會科學。另外會更多使用到社會科學的研究方法的是屬於「實踐神學」的學科範疇。此外，另有「教會法」一門專門的學科存在，其延伸出的「教會法權」的研究內容也已經十足的社會科學化了。